# Espace Léopold

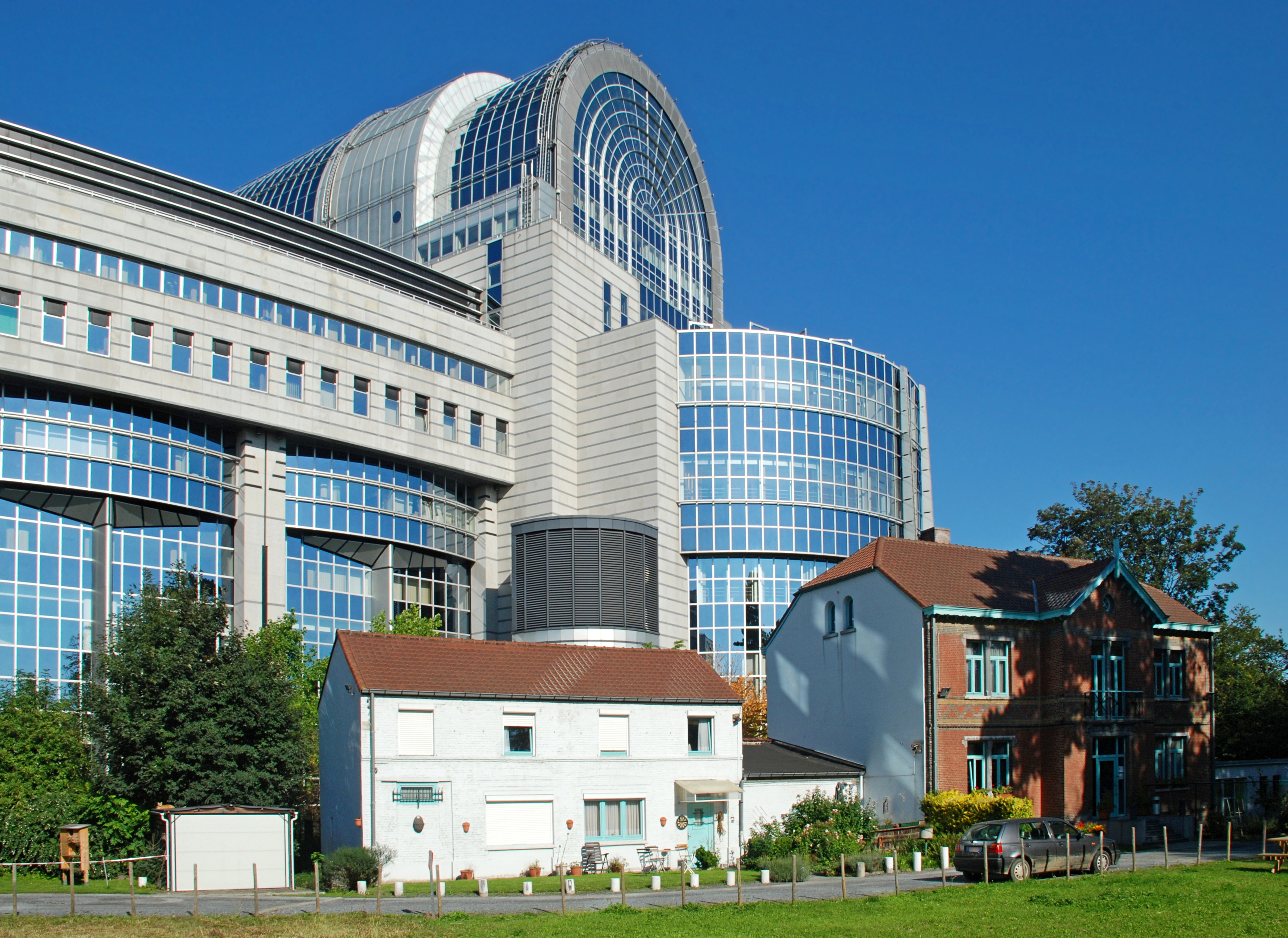
O edifício Paul-Henri Spaak visto do Parc Léopold

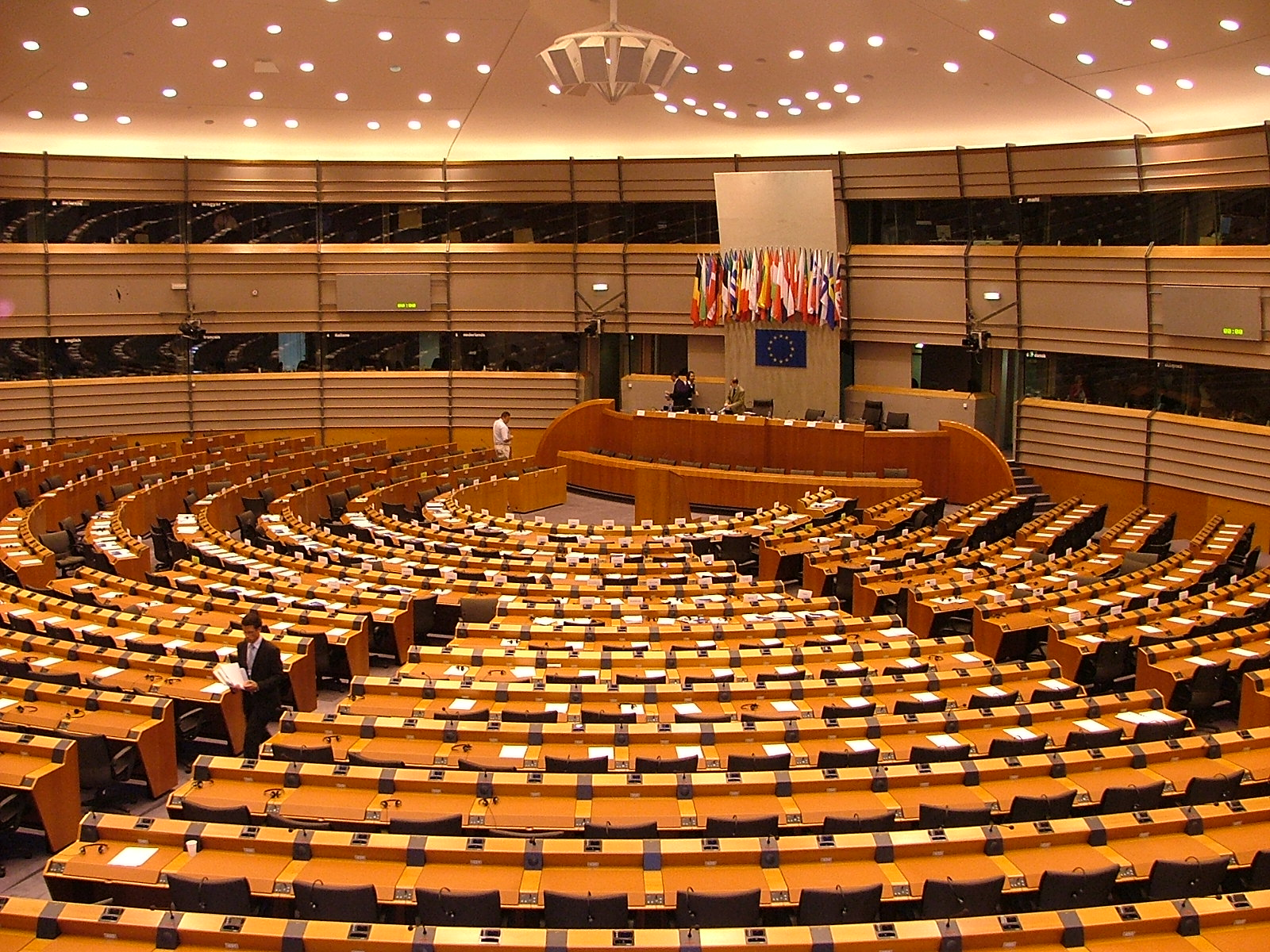
Parlamento Europeu

Espace Léopold (em francês, comumente usado em inglês) ou Leopoldruimte (em holandês) é um complexo do Parlamento Europeu em Bruxelas (na Bélgica), uma câmara legislativa da União Europeia. 
É constituída por uma série de edifícios, principalmente o mais velho, o Paul-Henri Spaak, que abriga a câmara de debates e escritórios do presidente, e o edifício Altiero Spinelli, que é o maior. Os edifícios estão localizados no bairro europeu, a leste de Bruxelas, construídos a partir de 1989. 
O complexo não é a sede oficial do Parlamento, que é no Immeuble Louise Weiss em Estrasburgo, na França, mas como a maioria das outras Instituições da União Europeia estão em Bruxelas, foi construído um complexo para o Parlamento lá, a fim de estar mais perto das suas atividades. A maioria dos trabalhos do Parlamento é agora orientada em Bruxelas, mas é legalmente obrigado a manter Estrasburgo como a sua sede oficial.